# Відавка
Відавка(пол. Widawa, Widawka) — річка в Польщі, у Лаському повіті Лодзинського воєводства. Права притока Варти (басейн Балтійського моря).

## Опис
Довжина річки 99,56 км, найкоротша відстань між витоком і гирлом — 68,45 км, коефіцієнт звивистості річки — 1,46 . Площа басейну водозбору 2385  км².

## Розташування
Бере початок у районі Радомшинських гір біля села Антополь ґміни Кодромб. Тече переважно на північний зхахід через Щерцув, Рестажев, Хоців, Рогужно і біля Замостя впадає у річку Варту, праву притоку Одри.
Притоки: Струга Олександрівська, Ніцеч, Красувка, Швентоянка, Креціца (ліві); Грабія, Пілься, Шціхавка, Єзюрка, Раківка, Хжастава (праві).